# 三大仙
三大仙（さんたいせん）は、『西遊記』の第44回から46回に登場する妖仙達。虎力大仙（こりきたいせん）、鹿力大仙（ろくりきたいせん）、羊力大仙（ようりきたいせん）の3人で、神々を使役して風雲雷雨を呼ぶ五雷法の術を得意とする。普段は本性を隠して仙人に姿を変えている。

## 概要
かつて水不足に瀕していた車遅国（しゃちこく）を五雷法の術により救い、国王から絶大な信頼を得て車遅国の国師になる。それからは国王は国中の道士を優遇しつつ、反対に仏教を迫害するようになった。
三蔵一行が車遅国を訪れた際、彼らは奴隷のように働かされている500人の僧侶に会う。僧侶たちから「いつか孫行者という者が自分達を救いに来る」と夢で太白金星から告げられたことを聞いた孫悟空はうれしさに大喜び。猪八戒や沙悟浄と一緒に道観に忍び込み、三大仙をだまして自分たちの小便を飲ませる。妖仙達はさんざん恥をかかされた事を恨み、三蔵を食べるために術比べを挑む。しかし、最終的に三人ともに命懸けの術を悟空に妨害されて死亡。その際に、死体も正体である動物の姿に戻った。

## 虎力大仙
黄毛虎の精とも。
三蔵と雨乞いの術比べをするが、孫悟空が天候を司る神々を威嚇し、四海龍王に根回しをしたために敗北する。悟空と四海龍王を呼び出す術比べをするも負け、三蔵との座禅比べでもやはり悟空が三蔵に助力したため負ける。
どうしても負けを認めたくないため、首を斬られて生き返る術勝負を悟空に挑む。先に悟空が首を落とされ、再生に成功する。続いて虎力大仙が首を切り落とされるが、悟空が犬の分身を使って虎力大仙の首を奪い取り、川に流してしまう。首を元に戻せなくなった虎力大仙は命を落とし、死体も元の虎の姿に戻った。

## 鹿力大仙
白毛鹿の精とも。
虎力大仙と三蔵の座禅比べの際、体毛を南京虫に変えて三蔵に噛み付かせた。しかし悟空に気づかれて失敗する。
虎力大仙が死んだ後、自らの腹を裂いて内臓を抉り出し再び元に戻す術を悟空に挑む。悟空が先にそれを行い成功し、続いて鹿力大仙が内臓を取り出すが、悟空の分身が化けた鷹に内臓をもっていかれ、元の鹿に戻って死亡。

## 羊力大仙
羚羊の精（羚羊:インパラのようなレイヨウの一種またはカモシカなどカモシカ属の動物のこと）とも。
虎力大仙が三蔵に座禅比べで負けた後、板を隔ててその向こう側に隠されている物を当てる隔板猜枚（かくばんさいばい）の術を挑むが、悟空の作戦により敗北する。
虎力大仙、鹿力大仙の二人が悟空の術勝負に敗れた後、悟空に煮えたぎる油の入った釜で入浴する術勝負を挑む。しかし、悟空に油を冷やすからくり（油の中に小さな竜を脅して飛び込ませ無理矢理温度を下げさせていた）を見破られ、竜を追い払われて油の温度が戻ってしまい、結局羊の油揚げになった。